# Prizzly

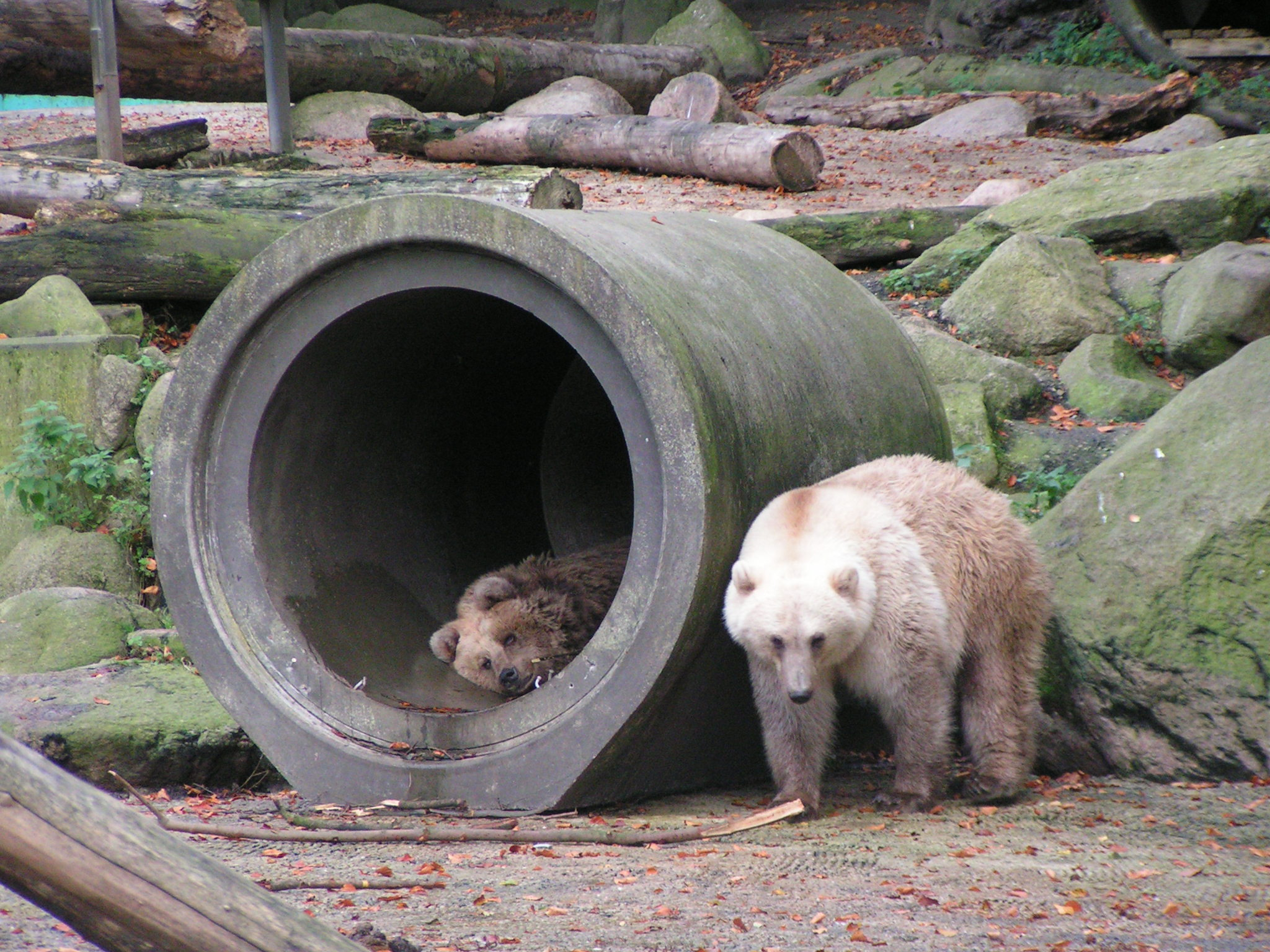
Prizzly-björn på Osnabrücks zoo 2006.

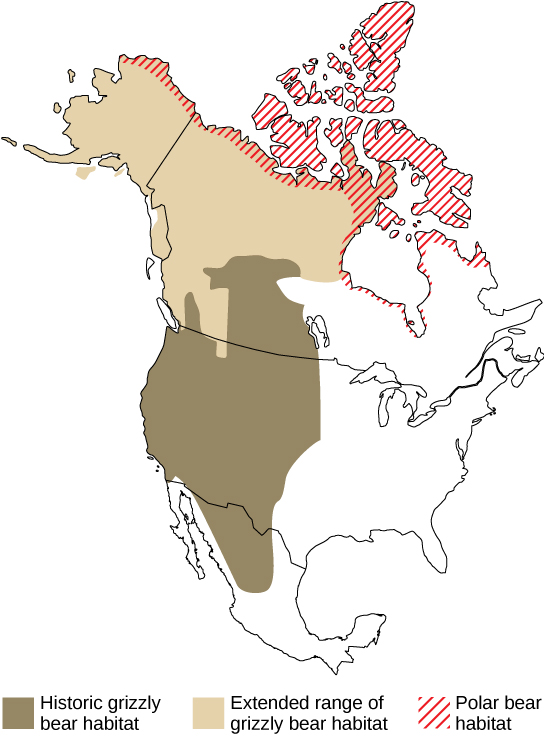
Karta över isbjörnars och grizzlybjörnars habitat. Notera att de överlappar i vissa områden.

En prizzly (även kallad grolar) är en hybrid mellan grizzlybjörn och isbjörn. Det har tidigare varit känt att det i djurparker kan ske korsningar mellan dessa arter med fertil avkomma som resultat. Det finns även ett fall bland vilda djur där DNA-test påvisat en korsning mellan en grizzlyhane och isbjörnshona  och ett fall där ena föräldern konstaterades vara en hybrid och den andra en grizzlybjörn. DNA-tester på en underart av grizzly på en ögrupp nära Sitka i Alaska, visar att dessa björnar (som ser ut som vanliga grizzlybjörnar) har ganska mycket isbjörns-DNA, och det verkar skett en korsning av arterna en gång i tiden.

## Klimatförändring
Isbjörnar stannar ute på havsisen där de lever på sälar tills havsisen drar sig tillbaka under den varmare delen av året. På grund av klimatförändring dras havsisen tillbaka tidigare varje år. Att isen bryts upp tidigare har haft effekten att isbjörnar går tillbaka till land i genomsnitt tre veckor tidigare i jämförelse med 1980. Den ökade tiden på land har lett till fler möten mellan isbjörnar och grizzlybjörnar vars population har vandrat allt mer norrut på grund av ett varmare Arktis och tryck från mänsklig expansion. Resultatet av de ökade mötena mellan isbjörnar och grizzlybjörnar är fler tillfällen för parning mellan de två arterna vilket bidragit till fler Prizzly-björnar.

## Historia
Den första dokumenterade observationen av en vild prizzly-björn skedde i nordvästra Kanada, Banks Island, april 2006. Jim Martell hade tillstånd att skjuta en isbjörn. I Kanada är jakt på isbjörnar kraftigt reglerad. Efter att Martell fällt det han trodde var en isbjörn upptäckte han och hans guide att bytet hade många egenskaper som påminde om en grizzlybjörn. Martells byte fick stor mediebevakning. Kanadensiska myndigheter konfiskerade björnkroppen och skickade ett DNA-prov till ett labb för att konstatera vad det var för djur. Labbet konfirmerade att djuret var avkomman från en isbjörnshona och en grizzlybjörnshane. Jim Martell lät sedan stoppa upp björnen.
Den 8 april 2010 sköts en till prizzly-björn av David Kuptana. Kuptana påstod att han observerade björnen när den rotade igenom fem tomma stugor i närheten av Ulukhaktok. Björnen ska sedan enligt honom försökt springa över till en närliggande bosättning, då blev den skjuten. Björnen såg annorlunda ut och en DNA-analys påvisade att den var en andragenerationsbjörn.

## Habitat
Alla prizzly-björnar som konfirmerats med DNA-bevis har upptäckts på Banks Island och Victoria Island. Alla dessa regioner är tundramiljöer och ligger i den norra arktiska ekozonen. Den norra ekozonen är väldigt torr med en årsnederbörd på 100 till 200 mm, den norra ekozonen har den lägsta nederbörden i Kanada. Den årliga medeltemperaturen i den norra ekozonen är -17 °C och -11 °C med en sommarmedeltemperatur på -1,5 °C till 4 °C och en vintermedeltemperatur på -31 °C till -20 °C.

## Framtid
Dr. Evan Richardson som är en isbjörnsforskare för Environment_and_Climate_Change_Canada blev frågad om prizzly-björnar kommer att vara bättre utrustade för att överleva i det förändrande Arktis än isbjörnar. Svaret var: förmodligen nej. Prizzly-björnarna är mindre nischade versioner av sina föräldrar; isbjörnar och grizzlybjörnar. Färgen på deras päls kombinerat med deras fysiologi, tänder och beteende är förmodligen inte väl anpassat för en terrestrisk eller marin livsstil.

## Egenskaper
På Osnabrück zoo i Tyskland föddes två prizzly-björnar som flyttades till ett annat zoo strax efter att de fötts. Flytten gjordes för att hindra hybridungarna från att lära sig beteende av föräldrarna. Deras kroppsliga egenskaper är intermediära mellan deras föräldrar. Prizzy-björnarnas storlek var mindre än en isbjörn men större än en brunbjörn. De har en långa nacke, typisk för isbjörnar, med axlar likt en brunbjörn. Storleken och formen på deras huvuden är ett mellanting av ett tjockare brunbjörnshuvud och ett mer avlångt isbjörnshuvud. Prizzly-björnar har en synlig svans likt isbjörnar, och deras trampdynor är halvtäckta av hår. Isbjörnarnas trampdynor är täckta av hår för att isolera dem från den kalla isen medan brunbjörnar inte har något hår på trampdynorna.
När prizzly-björnarna fick leksaker visade de ett beteende likt isbjörnar. De stampade på leksakerna med frambenen på samma sätt som isbjörnar krossar is. När prizzly-björnarna fick jutepåsar kastade de påsarna från höger till vänster liksom isbjörnar gör med sitt byte. Grizzly-björnar med samma påsar visar inte kastbeteendet.